# Marius i Jeanette
Marius et Jeannette és una pel·lícula francesa de 1997 dirigida per Robert Guédiguian. Ha estat subtitulada en català amb el títol de Marius i Jeanette.
Va guanyar el premi Louis-Delluc i el César a la millor actriu, alhora que fou nominada al Céar a la millor pel·lícula, millor director, millor actriu secundària, millor actriu i millor guió. Fou projectada a la secció Un Certain Regard del 50è Festival Internacional de Cinema de Canes.

## Argument
Marius i Jeannette viuen al mateix complex d'apartaments de classe treballadora a Marsella, a prop dels seus veïns. El coix Marius és un vigilant de seguretat en una obra de ciment abandonada i, com que l'empresa no ha funcionat i la planta serà enderrocada aviat, hi viu com ocupa per estalviar diners. Jeannette és una mare soltera que cria els seus dos fills amb el seu únic sou de caixera de supermercat. Es troben quan Jeannette intenta robar dues llaunes de pintura del solar de ciment, i Marius la descobreix i intenta perseguir-la. L'endemà, Marius apareix a la porta per demanar disculpes i li porta les dues llaunes de pintura. Aviat es desenvolupa una relació entre ells, però com que tots dos han estat ferits per les dificultats matrimonials i de la vida en general, són renuents a comprometre's. No ajuda que les nocions de fantasia romàntica de Jeannette siguin diferents de les idees pràctiques de Marius. Els dos han d'aprendre a estimar de nou per tal que la seva relació funcioni.

## Repartiment
- Ariane Ascaride - Jeannette
- Gérard Meylan - Marius
- Pascale Roberts - Caroline
- Jacques Boudet - Justin
- Frédérique Bonnal - Monique
- Jean-Pierre Darroussin - Dédé
- Laetitia Pesenti - Magali, filla de Jeannette
- Pierre Banderet - Monsieur Ebrard

## Premis i nominacions
- Premis Butaca
  - Nominada: millor direcció artística
- Premis César[5]
  - Guanyadora: Millor actriu principal (Ariane Ascaride)
  - Nominada: Millor director (Robert Guédiguian)
  - Nominada: Millor pel·lícula
  - Nominada: Millor actor secundari (Jean-Pierre Darroussin)
  - Nominada: Millor actriu secundària (Pascale Roberts)
  - Nominada: Millor guió (Robert Guédiguian i Jean-Louis Milesi)
  - Nominada: Millor promesa femenina (Laetitia Pesenti)
- Premis Goya
  - Nominada: Millor pel·lícula europea[6]
- Premis Lumières
  - Guanyadora: Millor pel·lícula
- Premis Sant Jordi de Cinematografia
  - Guanyadora: Millor pel·lícula estrangera (Ariane Ascaride)
- Guanyadora: Premi Louis Delluc